# Garthiope spinipes
Garthiope spinipes är en kräftdjursart som först beskrevs av Alphonse Milne-Edwards 1880.  Garthiope spinipes ingår i släktet Garthiope och familjen Trapeziidae. Inga underarter finns listade i Catalogue of Life.